# Villaverde (Soba)
Villaverde es una localidad española del municipio de Soba, perteneciente a la comunidad autónoma de Cantabria.

## Geografía
La localidad, por cuyas inmediaciones discurre el río Gándara, se encuentra a 467 m s. n. m. y a 2,9 kilómetros de la capital municipal, Veguilla.

## Historia
Hacia mediados del siglo XIX, el lugar, ya por entonces perteneciente a Soba, tenía contabilizada una población de cincuenta habitantes. Aparece descrito en el decimosexto y último volumen del Diccionario geográfico-estadístico-histórico de España y sus posesiones de Ultramar de Pascual Madoz con las siguientes palabras:

VILLAVERDE: l. en la prov. y dióc. de Santander, part. jud. de Ramales, aud. terr. y c. g. de Búrgos, ayunt. del valle de Soba. sit. en una ladera á la izq. del r. la Gandara; su clima templado y sano. Tiene 11 casas, y buenas aguas potables. Depende en lo espiritual de San Martin. Confina con Quintana, Labin, Hazas y su matriz. El terreno es de lo mejor del valle con corpulentos árboles de roble útiles para la construccion de edificios. prod.: trigo, maiz, patatas y pastos; cria ganados y alguna caza y pesca. pobl.: 11 vec., 50 alm. contr.: con el ayunt.
(Madoz, 1850, p. 295)

En 2023, la entidad singular de población tenía empadronados veintinueve habitantes y el núcleo de población, también veintinueve.